# Danh sách di sản văn hóa Tây Ban Nha được quan tâm ở hạt Alt Empordà (tỉnh Girona)
Danh sách di sản văn hóa Tây Ban Nha được quan tâm ở hạt Alt Empordà (Girona (tỉnh)).

## Di tích theo thành phố

### A

#### Agullana
| Tên                            | Dạng                                                                       | Địa điểm | Tọa độ                                        | Số hồ sơ tham khảo? | Ngày nhận danh hiệu? | Hình ảnh                                         |
| ------------------------------ | -------------------------------------------------------------------------- | -------- | --------------------------------------------- | ------------------- | -------------------- | ------------------------------------------------ |
| Nhà thờ Santa María (Agullana) | Di tích Kiến trúc tôn giáo Kiểu: Románico Thời gian: Thế kỷ 12 a Thế kỷ 13 | Agullana | 42°23′39″B 2°50′47″Đ / 42,394169°B 2,846497°Đ | RI-51-0005082       | 10-04-1984           | Iglesia de Santa María (Agullana) · Upload image |

#### Albanyà(Albanyà)
| Tên                 | Dạng                | Địa điểm | Tọa độ                                        | Số hồ sơ tham khảo? | Ngày nhận danh hiệu? | Hình ảnh                            |
| ------------------- | ------------------- | -------- | --------------------------------------------- | ------------------- | -------------------- | ----------------------------------- |
| Mas Sobirá (Albañá) | Di tích             | Albañá   | 42°20′39″B 2°35′38″Đ / 42,344189°B 2,59387°Đ  | RI-51-0005784       | 08-11-1988           | Upload image                        |
| Cổng Tường Albañá   | Di tích Tường thành | Albañá   | 42°18′15″B 2°43′13″Đ / 42,304173°B 2,720312°Đ | RI-51-0005782       | 08-11-1988           | Puerta de la Muralla · Upload image |
| Tháp Cursavell      | Di tích Tháp        | Albañá   | 42°18′46″B 2°39′53″Đ / 42,312698°B 2,664734°Đ | RI-51-0005783       | 08-11-1988           | Upload image                        |

#### El Far d'Empordà(El Far d'Empordà)
| Tên                             | Dạng            | Địa điểm | Tọa độ                                        | Số hồ sơ tham khảo? | Ngày nhận danh hiệu? | Hình ảnh                                                 |
| ------------------------------- | --------------- | -------- | --------------------------------------------- | ------------------- | -------------------- | -------------------------------------------------------- |
| Lâu đài Far                     | Di tích Lâu đài | Alfar    | 42°15′06″B 2°59′46″Đ / 42,251783°B 2,996014°Đ | RI-51-0005895       | 08-11-1988           | Upload image                                             |
| Nhà thờ pháo đài San Martín Far | Di tích Nhà thờ | Alfar    | 42°15′07″B 2°59′46″Đ / 42,251902°B 2,99611°Đ  | RI-51-0005896       | 08-11-1988           | Iglesia fortificada de San Martín del Far · Upload image |

#### Avinyonet de Puigventós(Avinyonet de Puigventós)
| Tên              | Dạng            | Địa điểm                | Tọa độ                                        | Số hồ sơ tham khảo? | Ngày nhận danh hiệu? | Hình ảnh                            |
| ---------------- | --------------- | ----------------------- | --------------------------------------------- | ------------------- | -------------------- | ----------------------------------- |
| Lâu đài Aviñonet | Di tích Lâu đài | Aviñonet de Puig Ventós | 42°14′58″B 2°54′52″Đ / 42,249438°B 2,914542°Đ | RI-51-0003236       | 21-02-1989           | Castillo de Aviñonet · Upload image |

### B

#### Bàscara(Bàscara)
| Tên                 | Dạng                                    | Địa điểm | Tọa độ                                        | Số hồ sơ tham khảo? | Ngày nhận danh hiệu? | Hình ảnh                           |
| ------------------- | --------------------------------------- | -------- | --------------------------------------------- | ------------------- | -------------------- | ---------------------------------- |
| Lâu đài Báscara     | Di tích Lâu đài                         | Báscara  | 42°09′36″B 2°54′33″Đ / 42,159966°B 2,909072°Đ | RI-51-0005798       | 08-11-1988           | Upload image                       |
| Lâu đài Calabuig    | Di tích Lâu đài                         | Báscara  |                                               | RI-51-0005799       | 08-11-1988           | Upload image                       |
| Lâu đài Orríols     | Di tích Lâu đài                         | Báscara  | 42°07′30″B 2°54′25″Đ / 42,124964°B 2,90694°Đ  | RI-51-0005800       | 08-11-1988           | Upload image                       |
| Tường thành Báscara | Di tích Kiến trúc phòng thủ Tường thành | Báscara  | 42°09′39″B 2°54′36″Đ / 42,160859°B 2,910011°Đ | RI-51-0005797       | 08-11-1988           | Murallas de Báscara · Upload image |

#### Borrassà(Borrassà)
| Tên              | Dạng            | Địa điểm | Tọa độ                                      | Số hồ sơ tham khảo? | Ngày nhận danh hiệu? | Hình ảnh     |
| ---------------- | --------------- | -------- | ------------------------------------------- | ------------------- | -------------------- | ------------ |
| Lâu đài Creixell | Di tích Lâu đài | Borrassá | 42°13′30″B 2°55′39″Đ / 42,22493°B 2,92751°Đ | RI-51-0005819       | 08-11-1988           | Upload image |

#### Boadella d'Empordà(Boadella i les Escaules)
| Tên                      | Dạng            | Địa điểm | Tọa độ                                       | Số hồ sơ tham khảo? | Ngày nhận danh hiệu? | Hình ảnh                                |
| ------------------------ | --------------- | -------- | -------------------------------------------- | ------------------- | -------------------- | --------------------------------------- |
| Lâu đài Escaulas         | Di tích Lâu đài | Buadella | 42°19′08″B 2°52′50″Đ / 42,31892°B 2,880692°Đ | RI-51-0005816       | 08-11-1988           | Castillo de Les Escaules · Upload image |
| Lâu đài palacio Buadella | Di tích Lâu đài | Buadella |                                              | RI-51-0005815       | 08-11-1988           | Upload image                            |

### C

#### Cabanes, Girona(Cabanes)
| Tên                     | Dạng            | Địa điểm | Tọa độ                                        | Số hồ sơ tham khảo? | Ngày nhận danh hiệu? | Hình ảnh                           |
| ----------------------- | --------------- | -------- | --------------------------------------------- | ------------------- | -------------------- | ---------------------------------- |
| Lâu đài Cabanes (Torre) | Di tích Lâu đài | Cabanas  | 42°18′25″B 2°58′38″Đ / 42,307059°B 2,977187°Đ | RI-51-0005821       | 08-11-1988           | Castillo de Cabanes · Upload image |

#### Cadaqués
| Tên                         | Dạng                 | Địa điểm            | Tọa độ                                        | Số hồ sơ tham khảo? | Ngày nhận danh hiệu? | Hình ảnh                                  |
| --------------------------- | -------------------- | ------------------- | --------------------------------------------- | ------------------- | -------------------- | ----------------------------------------- |
| Casa-Bảo tàng Salvador Dalí | Di tích Bảo tàng     | Cadaqués Portlligat | 42°17′36″B 3°17′10″Đ / 42,293216°B 3,28606°Đ  | RI-51-0009157       | 12-11-1997           | Casa de Salvador Dalí · Upload image      |
| Lâu đài San Jaime           | Di tích Lâu đài      | Cadaqués            | 42°17′25″B 3°16′51″Đ / 42,29029°B 3,280716°Đ  | RI-51-0005823       | 08-11-1988           | Castillo de San Jaime · Upload image      |
| Tháp Baluard                | Di tích              | Cadaqués            | 42°17′15″B 3°16′38″Đ / 42,287494°B 3,277214°Đ | RI-51-0005822       | 08-11-1988           | Torre de los Baluard · Upload image       |
| Cadaqués                    | Khu phức hợp lịch sử | Cadaqués            | 42°17′15″B 3°16′33″Đ / 42,287529°B 3,275843°Đ | RI-53-0000485       | 18-12-1995           | Núcleo urbano de Cadaqués · Upload image  |
| Lạch Cảng Lligat            | Địa điểm lịch sử     | Cadaqués            |                                               | RI-54-0000008       | 09-10-1953           | Upload image                              |
| Portlligat và Cabo Greus    | Địa điểm lịch sử     | Cadaqués            |                                               | RI-54-0000042-00015 | 24-10-1972           | Portlligat y Cabo de Greus · Upload image |

#### Cantallops
| Tên                | Dạng            | Địa điểm   | Tọa độ                                        | Số hồ sơ tham khảo? | Ngày nhận danh hiệu? | Hình ảnh                              |
| ------------------ | --------------- | ---------- | --------------------------------------------- | ------------------- | -------------------- | ------------------------------------- |
| Lâu đài Cantallops | Di tích Lâu đài | Cantallops | 42°25′21″B 2°55′30″Đ / 42,422456°B 2,924913°Đ | RI-51-0005847       | 08-11-1988           | Castillo de Cantallops · Upload image |

#### Castelló d'Empúries(Castelló d’Empúries)
| Tên                                                   | Dạng                | Địa điểm              | Tọa độ                                        | Số hồ sơ tham khảo? | Ngày nhận danh hiệu? | Hình ảnh                                          |
| ----------------------------------------------------- | ------------------- | --------------------- | --------------------------------------------- | ------------------- | -------------------- | ------------------------------------------------- |
| Fuerte Fuseller (Baluard hay Tháp Carlina)            | Di tích Tháp        | Castellón de Ampurias | 42°15′19″B 3°04′20″Đ / 42,25537°B 3,072332°Đ  | RI-51-0005859       | 08-11-1988           | Fuerte Fuseller · Upload image                    |
| Vương cung thánh đường Santa María Castellón Ampurias | Di tích Nhà thờ     | Castellón de Ampurias | 42°15′34″B 3°04′33″Đ / 42,259509°B 3,07586°Đ  | RI-51-0000569       | 03-06-1931           | Iglesia de Santa María de Ampurias · Upload image |
| Nhà Grande                                            | Di tích Inmueble    | Castellón de Ampurias | 42°15′39″B 3°04′32″Đ / 42,260797°B 3,075603°Đ | RI-51-0005857       | 08-11-1988           | La Casa Grande · Upload image                     |
| Tường thành và Cổng Gallarda                          | Di tích Tường thành | Castellón de Ampurias | 42°15′38″B 3°04′35″Đ / 42,260511°B 3,076359°Đ | RI-51-0005856       | 08-11-1988           | Murallas y Puerta de la Gallarda · Upload image   |
| Palacio Comtal (Convento Santo Domingo)               | Di tích Cung điện   | Castellón de Ampurias | 42°15′29″B 3°04′26″Đ / 42,258052°B 3,073936°Đ | RI-51-0005858       | 08-11-1988           | Palacio Comtal · Upload image                     |
| Tháp Ribota                                           | Di tích Tháp        | Castellón de Ampurias |                                               | RI-51-0005860       | 08-11-1988           | Upload image                                      |
| Zona estanques và playa                               | Địa điểm lịch sử    | Castellón de Ampurias |                                               | RI-54-0000042-00013 |                      | Upload image                                      |

#### Cistella
| Tên             | Dạng            | Địa điểm | Tọa độ                                        | Số hồ sơ tham khảo? | Ngày nhận danh hiệu? | Hình ảnh                           |
| --------------- | --------------- | -------- | --------------------------------------------- | ------------------- | -------------------- | ---------------------------------- |
| Lâu đài Vilarig | Di tích Lâu đài | Cistella | 42°17′11″B 2°50′01″Đ / 42,286271°B 2,833727°Đ | RI-51-0005869       | 08-11-1988           | Castillo de Vilarig · Upload image |

#### Siurana(Siurana)
| Tên             | Dạng            | Địa điểm | Tọa độ                                        | Số hồ sơ tham khảo? | Ngày nhận danh hiệu? | Hình ảnh                           |
| --------------- | --------------- | -------- | --------------------------------------------- | ------------------- | -------------------- | ---------------------------------- |
| Lâu đài Ciurana | Di tích Lâu đài | Ciurana  | 42°12′33″B 2°59′41″Đ / 42,209222°B 2,994647°Đ | RI-51-0006118       | 08-11-1988           | Castillo de Ciurana · Upload image |

### D

#### Darnius
| Tên               | Dạng                                | Địa điểm | Tọa độ                                        | Số hồ sơ tham khảo? | Ngày nhận danh hiệu? | Hình ảnh                             |
| ----------------- | ----------------------------------- | -------- | --------------------------------------------- | ------------------- | -------------------- | ------------------------------------ |
| Lâu đài Mont-roig | Di tích Kiến trúc phòng thủ Lâu đài | Darnius  | 42°21′08″B 2°52′31″Đ / 42,352168°B 2,875403°Đ | RI-51-0005885       | 08-11-1988           | Castillo de Mont-roig · Upload image |

### E

#### Espolla
| Tên             | Dạng            | Địa điểm | Tọa độ                                        | Số hồ sơ tham khảo? | Ngày nhận danh hiệu? | Hình ảnh                           |
| --------------- | --------------- | -------- | --------------------------------------------- | ------------------- | -------------------- | ---------------------------------- |
| Lâu đài Espolla | Di tích Lâu đài | Espolla  | 42°23′25″B 3°00′06″Đ / 42,390286°B 3,001571°Đ | RI-51-0005892       | 08-11-1988           | Castillo de Espolla · Upload image |

### F

#### Figueres(Figueres)
| Tên                                           | Dạng             | Địa điểm | Tọa độ                                        | Số hồ sơ tham khảo? | Ngày nhận danh hiệu? | Hình ảnh                                        |
| --------------------------------------------- | ---------------- | -------- | --------------------------------------------- | ------------------- | -------------------- | ----------------------------------------------- |
| Lâu đài San Fernando (Figueras)               | Di tích Lâu đài  | Figueras | 42°16′21″B 2°56′54″Đ / 42,272408°B 2,948407°Đ | RI-51-0005897       | 08-11-1988           | Castillo de San Fernando · Upload image         |
| Nhà thờ pháo đài Vilatenim (Nhà thờ San Juan) | Di tích Nhà thờ  | Figueras | 42°16′16″B 2°59′42″Đ / 42,271212°B 2,994879°Đ | RI-51-0005899       | 08-11-1988           | Iglesia fortificada de Vilatenim · Upload image |
| Bảo tàng Municipal Figueras                   | Di tích Bảo tàng | Figueras | 42°16′00″B 2°57′43″Đ / 42,266671°B 2,961859°Đ | RI-51-0001353       | 01-03-1962           | Museo Municipal de Figueras · Upload image      |
| Tháp Gorgot (Tháp Galatea)                    | Di tích Lâu đài  | Figueras | 42°16′05″B 2°57′33″Đ / 42,268152°B 2,959088°Đ | RI-51-0005898       | 08-11-1988           | Torre Gorgot · Upload image                     |

#### Fortià(Fortià)
| Tên               | Dạng             | Địa điểm | Tọa độ                                        | Số hồ sơ tham khảo? | Ngày nhận danh hiệu? | Hình ảnh                                |
| ----------------- | ---------------- | -------- | --------------------------------------------- | ------------------- | -------------------- | --------------------------------------- |
| Nhà Reina Sibilla | Di tích Inmueble | Fortiá   | 42°14′41″B 3°02′21″Đ / 42,244656°B 3,039251°Đ | RI-51-0005911       | 08-11-1988           | Casa de la Reina Sibilla · Upload image |

### G

#### Garrigàs(Garrigàs)
| Tên              | Dạng            | Địa điểm | Tọa độ                                        | Số hồ sơ tham khảo? | Ngày nhận danh hiệu? | Hình ảnh                          |
| ---------------- | --------------- | -------- | --------------------------------------------- | ------------------- | -------------------- | --------------------------------- |
| Lâu đài Arenys   | Di tích Lâu đài | Garrigás | 42°09′57″B 2°57′13″Đ / 42,165835°B 2,953576°Đ | RI-51-0005912       | 08-11-1988           | Castillo de Arenys · Upload image |
| Lâu đài Vilajoan | Di tích Lâu đài | Garrigás | 42°09′53″B 2°56′04″Đ / 42,164718°B 2,934486°Đ | RI-51-0005913       | 08-11-1988           | Upload image                      |

#### Garriguella
| Tên             | Dạng         | Địa điểm    | Tọa độ                                        | Số hồ sơ tham khảo? | Ngày nhận danh hiệu? | Hình ảnh                              |
| --------------- | ------------ | ----------- | --------------------------------------------- | ------------------- | -------------------- | ------------------------------------- |
| Tháp Mala Veina | Di tích Tháp | Garriguella | 42°19′51″B 3°02′12″Đ / 42,330957°B 3,036789°Đ | RI-51-0005914       | 08-11-1988           | Torre de la Mala Veina · Upload image |

### L

#### L'Escala(L'Escala)
| Tên                                                | Dạng                                 | Địa điểm                         | Tọa độ                                        | Số hồ sơ tham khảo? | Ngày nhận danh hiệu? | Hình ảnh                                               |
| -------------------------------------------------- | ------------------------------------ | -------------------------------- | --------------------------------------------- | ------------------- | -------------------- | ------------------------------------------------------ |
| Alfolí Sal                                         | Di tích Inmueble                     | La Escala                        | 42°07′33″B 3°08′02″Đ / 42,125911°B 3,133867°Đ | RI-51-0005085       | 20-07-1984           | Alfolí de la Sal · Upload image                        |
| Lâu đài Cinc-claus                                 | Di tích Lâu đài                      | La Escala                        | 42°08′14″B 3°06′03″Đ / 42,137244°B 3,100884°Đ | RI-51-0005891       | 08-11-1988           | Castillo de Cinc-claus · Upload image                  |
| Cementerio Viejo                                   | Di tích Cementerio                   | La Escala                        | 42°07′19″B 3°08′11″Đ / 42,121952°B 3,136325°Đ | RI-51-0005084       | 20-07-1984           | Cementerio Viejo · Upload image                        |
| Bảo tàng Monográfico (Convento Santa María Gracia) | Di tích Kiến trúc tôn giáo Bảo tàng  | La Escala Ampurias               | 42°08′06″B 3°07′11″Đ / 42,135117°B 3,119813°Đ | RI-51-0001351       | 01-03-1962           | Museo Monográfico · Upload image                       |
| Tháp Villa (Tháp Perxel)                           | Di tích Tháp                         | La Escala                        | 42°07′36″B 3°07′42″Đ / 42,12674°B 3,1284°Đ    | RI-51-0005888       | 08-11-1988           | Torre de la Villa · Upload image                       |
| Tháp Corts (Feliú và Noguera)                      | Di tích Tháp                         | La Escala                        | 42°07′29″B 3°06′50″Đ / 42,124832°B 3,113914°Đ | RI-51-0005890       | 08-11-1988           | Torres de los Corts · Upload image                     |
| Tháp Montgó                                        | Di tích Tháp                         | La Escala                        | 42°06′39″B 3°10′27″Đ / 42,110794°B 3,17413°Đ  | RI-51-0005887       | 08-11-1988           | Torre de Montgó · Upload image                         |
| Tháp Pedró                                         | Di tích Tháp                         | La Escala                        | 42°07′36″B 3°07′41″Đ / 42,126786°B 3,127929°Đ | RI-51-0005889       | 08-11-1988           | Torre del Pedró · Upload image                         |
| Ruinas Ampurias                                    | Khu khảo cổ Ruinas griegas y romanas | La Escala Ampurias               | 42°08′05″B 3°07′14″Đ / 42,134722°B 3,120556°Đ | RI-55-0000023       | 03-06-1931           | Ruinas de Ampurias · Upload image                      |
| Ampurias                                           | Địa điểm lịch sử                     | La Escala Ampurias               | 42°08′05″B 3°07′14″Đ / 42,134722°B 3,120556°Đ | RI-54-0000042-00012 | 15-09-1972           | Ampurias · Upload image                                |
| San Martín Ampurias                                | Khu phức hợp lịch sử                 | La Escala San Martín de Ampurias | 42°08′23″B 3°07′05″Đ / 42,139856°B 3,11814°Đ  | RI-53-0000490       | 06-02-1996           | Núcleo urbano de San Martín de Ampurias · Upload image |

#### La Jonquera(La Jonquera)
| Tên               | Dạng            | Địa điểm    | Tọa độ                                        | Số hồ sơ tham khảo? | Ngày nhận danh hiệu? | Hình ảnh                             |
| ----------------- | --------------- | ----------- | --------------------------------------------- | ------------------- | -------------------- | ------------------------------------ |
| Lâu đài Canadal   | Di tích Lâu đài | La Junquera | 42°24′37″B 2°52′58″Đ / 42,410412°B 2,882883°Đ | RI-51-0005931       | 08-11-1988           | Upload image                         |
| Lâu đài Requesens | Di tích Lâu đài | La Junquera | 42°26′47″B 2°56′41″Đ / 42,446454°B 2,944778°Đ | RI-51-0005929       | 08-11-1988           | Castillo de Requesens · Upload image |
| Lâu đài Rocabertí | Di tích Lâu đài | La Junquera | 42°26′13″B 2°53′03″Đ / 42,436878°B 2,884094°Đ | RI-51-0005930       | 08-11-1988           | Castillo de Rocabertí · Upload image |

#### La Selva de Mar
| Tên                                                                        | Dạng                | Địa điểm        | Tọa độ                                        | Số hồ sơ tham khảo? | Ngày nhận danh hiệu? | Hình ảnh     |
| -------------------------------------------------------------------------- | ------------------- | --------------- | --------------------------------------------- | ------------------- | -------------------- | ------------ |
| Tường thành và Tháp Can Birba, Tháp Vergés, Tháp Mullada và Tháp Can Vives | Di tích Tường thành | La Selva de Mar | 42°19′26″B 3°11′11″Đ / 42,323817°B 3,186368°Đ | RI-51-0006111       | 08-11-1988           | Upload image |

#### Lladó
| Tên                       | Dạng            | Địa điểm | Tọa độ                                        | Số hồ sơ tham khảo? | Ngày nhận danh hiệu? | Hình ảnh                              |
| ------------------------- | --------------- | -------- | --------------------------------------------- | ------------------- | -------------------- | ------------------------------------- |
| Tu viện Santa María Lladó | Di tích Nhà thờ | Lladó    | 42°14′52″B 2°48′49″Đ / 42,247746°B 2,813489°Đ | RI-51-0000309       | 29-04-1925           | Iglesia de Santa María · Upload image |

#### Llançà(Llançà)
| Tên                                            | Dạng            | Địa điểm | Tọa độ                                        | Số hồ sơ tham khảo? | Ngày nhận danh hiệu? | Hình ảnh     |
| ---------------------------------------------- | --------------- | -------- | --------------------------------------------- | ------------------- | -------------------- | ------------ |
| Cung điện Abad Rodes (Edificación fortificada) | Di tích Lâu đài | Llansá   | 42°21′46″B 3°09′05″Đ / 42,362846°B 3,151468°Đ | RI-51-0005934       | 08-11-1988           | Upload image |

#### Llers
| Tên                          | Dạng                                                        | Địa điểm | Tọa độ                                        | Số hồ sơ tham khảo? | Ngày nhận danh hiệu? | Hình ảnh                             |
| ---------------------------- | ----------------------------------------------------------- | -------- | --------------------------------------------- | ------------------- | -------------------- | ------------------------------------ |
| Lâu đài Hortal               | Di tích Lâu đài                                             | Llers    | 42°18′08″B 2°53′51″Đ / 42,302326°B 2,897601°Đ | RI-51-0005936       | 08-11-1988           | Castillo de Hortal · Upload image    |
| Lâu đài Llers                | Di tích Lâu đài                                             | Llers    | 42°17′44″B 2°54′42″Đ / 42,295672°B 2,911688°Đ | RI-51-0005935       | 08-11-1988           | Castillo de Llers · Upload image     |
| Lâu đài Gorgs                | Di tích Kiến trúc phòng thủ Lâu đài Tình trạng: Đang đổ nát | Llers    | 42°18′17″B 2°55′16″Đ / 42,304819°B 2,921212°Đ | RI-51-0005939       | 08-11-1988           | Castillo de los Gorgs · Upload image |
| Lâu đài Sarrai               | Di tích Kiến trúc phòng thủ Lâu đài                         | Llers    | 42°18′07″B 2°55′26″Đ / 42,301822°B 2,923763°Đ | RI-51-0005938       | 08-11-1988           | Castillo de Sarrai · Upload image    |
| Lâu đàisgüell (Lâu đài Vall) | Di tích Kiến trúc phòng thủ Lâu đài                         | Llers    | 42°17′51″B 2°55′09″Đ / 42,297441°B 2,919294°Đ | RI-51-0005937       | 08-11-1988           | Castillo Desgüell · Upload image     |

### M

#### Masarac(Masarac)
| Tên                | Dạng            | Địa điểm | Tọa độ                                        | Số hồ sơ tham khảo? | Ngày nhận danh hiệu? | Hình ảnh     |
| ------------------ | --------------- | -------- | --------------------------------------------- | ------------------- | -------------------- | ------------ |
| Lâu đài Vilarnadal | Di tích Lâu đài | Masarach | 42°20′27″B 2°57′15″Đ / 42,340833°B 2,954034°Đ | RI-51-0005956       | 08-11-1988           | Upload image |

#### Maçanet de Cabrenys(Maçanet de Cabrenys)
| Tên                         | Dạng                | Địa điểm             | Tọa độ                                        | Số hồ sơ tham khảo? | Ngày nhận danh hiệu? | Hình ảnh                                       |
| --------------------------- | ------------------- | -------------------- | --------------------------------------------- | ------------------- | -------------------- | ---------------------------------------------- |
| Lâu đài Cabrera             | Di tích Lâu đài     | Massanet de Cabrenys | 42°24′27″B 2°46′24″Đ / 42,407402°B 2,773213°Đ | RI-51-0005949       | 08-11-1988           | Castillo de Cabrera · Upload image             |
| Recinto tăng cường Massanet | Di tích Tường thành | Massanet de Cabrenys | 42°23′10″B 2°44′50″Đ / 42,386035°B 2,747228°Đ | RI-51-0005948       | 08-11-1988           | Recinto fortificado de Massanet · Upload image |

### N

#### Navata
| Tên            | Dạng            | Địa điểm | Tọa độ                                        | Số hồ sơ tham khảo? | Ngày nhận danh hiệu? | Hình ảnh                          |
| -------------- | --------------- | -------- | --------------------------------------------- | ------------------- | -------------------- | --------------------------------- |
| Lâu đài Navata | Di tích Lâu đài | Navata   | 42°12′38″B 2°51′32″Đ / 42,210521°B 2,858813°Đ | RI-51-0005966       | 08-11-1988           | Castillo de Navata · Upload image |
| Tháp Mirona    | Di tích Tháp    | Navata   | 42°13′59″B 2°51′56″Đ / 42,232979°B 2,865442°Đ | RI-51-0005967       | 08-11-1988           | Upload image                      |

### O

#### Ordis
| Tên                      | Dạng            | Địa điểm | Tọa độ                                        | Số hồ sơ tham khảo? | Ngày nhận danh hiệu? | Hình ảnh     |
| ------------------------ | --------------- | -------- | --------------------------------------------- | ------------------- | -------------------- | ------------ |
| Tòa nhà tăng cường Vilar | Di tích Lâu đài | Ordis    | 42°12′15″B 2°53′57″Đ / 42,204045°B 2,899293°Đ | RI-51-0005972       | 08-11-1988           | Upload image |

### P

#### Palau de Santa Eulàlia(Palau de Santa Eulàlia)
| Tên                    | Dạng            | Địa điểm               | Tọa độ                                       | Số hồ sơ tham khảo? | Ngày nhận danh hiệu? | Hình ảnh                                  |
| ---------------------- | --------------- | ---------------------- | -------------------------------------------- | ------------------- | -------------------- | ----------------------------------------- |
| Lâu đài Palau Sardiaca | Di tích Lâu đài | Palau de Santa Eulalia | 42°10′39″B 2°58′10″Đ / 42,177522°B 2,96932°Đ | RI-51-0003237       | 21-02-1989           | Castillo de Palau Sardiaca · Upload image |

#### Palau-saverdera(Palau-saverdera)
| Tên         | Dạng         | Địa điểm        | Tọa độ                                        | Số hồ sơ tham khảo? | Ngày nhận danh hiệu? | Hình ảnh                          |
| ----------- | ------------ | --------------- | --------------------------------------------- | ------------------- | -------------------- | --------------------------------- |
| Mas Torre   | Di tích Tháp | Palau Sabardera | 42°16′49″B 3°07′59″Đ / 42,280348°B 3,133164°Đ | RI-51-0005999       | 08-11-1988           | Mas de la Torre · Upload image    |
| Tháp Horas  | Di tích Tháp | Palau Sabardera | 42°18′28″B 3°09′00″Đ / 42,307764°B 3,149903°Đ | RI-51-0005997       | 08-11-1988           | Torre de las Horas · Upload image |
| Tháp Viento | Di tích Tháp | Palau Sabardera | 42°17′31″B 3°08′00″Đ / 42,291901°B 3,133351°Đ | RI-51-0005998       | 08-11-1988           | Torre del Viento · Upload image   |

#### Pau, Girona
| Tên            | Dạng            | Địa điểm | Tọa độ                                        | Số hồ sơ tham khảo? | Ngày nhận danh hiệu? | Hình ảnh                          |
| -------------- | --------------- | -------- | --------------------------------------------- | ------------------- | -------------------- | --------------------------------- |
| Cal Marqués    | Di tích Lâu đài | Pau      | 42°18′56″B 3°07′00″Đ / 42,315669°B 3,116549°Đ | RI-51-0006016       | 08-11-1988           | Upload image                      |
| Lâu đài Vilaüt | Di tích Lâu đài | Pau      | 42°17′55″B 3°06′52″Đ / 42,298562°B 3,114432°Đ | RI-51-0006017       | 08-11-1988           | Castillo de Vilaüt · Upload image |

#### Pedret i Marzà(Pedret i Marzà)
| Tên                    | Dạng            | Địa điểm             | Tọa độ                                        | Số hồ sơ tham khảo? | Ngày nhận danh hiệu? | Hình ảnh                         |
| ---------------------- | --------------- | -------------------- | --------------------------------------------- | ------------------- | -------------------- | -------------------------------- |
| Lâu đài Marsá          | Di tích Lâu đài | Pedret y Marsá Marsá | 42°18′41″B 3°04′00″Đ / 42,311399°B 3,066753°Đ | RI-51-0006018       | 08-11-1988           | Castillo de Marsá · Upload image |
| Recinto medieval Marsá | Di tích         | Pedret y Marsá Marsá | 42°18′39″B 3°04′03″Đ / 42,310758°B 3,067464°Đ | RI-51-0006019       | 08-11-1988           | Upload image                     |

#### Peralada(Peralada)
| Tên                            | Dạng                | Địa điểm | Tọa độ                                        | Số hồ sơ tham khảo? | Ngày nhận danh hiệu? | Hình ảnh                                      |
| ------------------------------ | ------------------- | -------- | --------------------------------------------- | ------------------- | -------------------- | --------------------------------------------- |
| Lâu đài Peralada               | Di tích Lâu đài     | Perelada | 42°18′28″B 3°00′40″Đ / 42,307755°B 3,011141°Đ | RI-51-0006023       | 08-11-1988           | Castillo de Peralada · Upload image           |
| Lâu đài Vallgornera            | Di tích Lâu đài     | Perelada | 42°18′20″B 3°02′03″Đ / 42,305552°B 3,034124°Đ | RI-51-0006025       | 08-11-1988           | Castillo de Vallgornera · Upload image        |
| Mas Torres (Lâu đài Vilanova)  | Di tích Lâu đài     | Perelada | 42°16′53″B 3°02′38″Đ / 42,281407°B 3,043835°Đ | RI-51-0006027       | 08-11-1988           | Mas de las Torres · Upload image              |
| Tu viện Santo Domingo Peralada | Di tích Tu viện     | Perelada | 42°18′26″B 3°00′30″Đ / 42,30719°B 3,008338°Đ  | RI-51-0000575       | 03-06-1931           | Monasterio de Santo Domingo · Upload image    |
| Recinto amurallado Peralada    | Di tích Tường thành | Perelada | 42°18′33″B 3°00′27″Đ / 42,30915°B 3,007362°Đ  | RI-51-0006024       | 08-11-1988           | Recinto amurallado de Peralada · Upload image |
| Recinto medieval Vilanova      | Di tích Tường thành | Perelada | 42°16′47″B 3°02′33″Đ / 42,279584°B 3,042598°Đ | RI-51-0006026       | 08-11-1988           | Recinto medieval de Vilanova · Upload image   |

#### Pont de Molins
| Tên              | Dạng            | Địa điểm       | Tọa độ                                        | Số hồ sơ tham khảo? | Ngày nhận danh hiệu? | Hình ảnh                            |
| ---------------- | --------------- | -------------- | --------------------------------------------- | ------------------- | -------------------- | ----------------------------------- |
| Lâu đài Molins   | Di tích Lâu đài | Pont de Molins | 42°18′50″B 2°55′12″Đ / 42,313835°B 2,919992°Đ | RI-51-0006030       | 08-11-1988           | Castillo de Molins · Upload image   |
| Lâu đài Montmari | Di tích Lâu đài | Pont de Molins | 42°18′58″B 2°54′08″Đ / 42,316109°B 2,902187°Đ | RI-51-0006031       | 08-11-1988           | Castillo de Montmari · Upload image |

#### Pontós
| Tên             | Dạng            | Địa điểm | Tọa độ                                        | Số hồ sơ tham khảo? | Ngày nhận danh hiệu? | Hình ảnh     |
| --------------- | --------------- | -------- | --------------------------------------------- | ------------------- | -------------------- | ------------ |
| Lâu đài Pontos  | Di tích Lâu đài | Pontós   | 42°10′56″B 2°55′05″Đ / 42,18232°B 2,918074°Đ  | RI-51-0006032       | 08-11-1988           | Upload image |
| Lâu đài Romanya | Di tích Lâu đài | Pontós   | 42°11′06″B 2°53′29″Đ / 42,184904°B 2,891306°Đ | RI-51-0006034       | 08-11-1988           | Upload image |
| Tháp Ángel      | Di tích Tháp    | Pontós   | 42°11′23″B 2°55′30″Đ / 42,189636°B 2,924943°Đ | RI-51-0006033       | 08-11-1988           | Upload image |

#### El Port de la Selva(El Port de la Selva)
| Tên                                               | Dạng             | Địa điểm           | Tọa độ                                        | Số hồ sơ tham khảo? | Ngày nhận danh hiệu? | Hình ảnh                                       |
| ------------------------------------------------- | ---------------- | ------------------ | --------------------------------------------- | ------------------- | -------------------- | ---------------------------------------------- |
| Lâu đài Verdera                                   | Di tích Lâu đài  | Puerto de la Selva | 42°19′12″B 3°10′05″Đ / 42,319957°B 3,167968°Đ | RI-51-0006039       | 08-11-1988           | Castillo de Verdera · Upload image             |
| Nhà thờ San Pedro Roda (Nhà thờ pháo đài)         | Di tích Nhà thờ  | Puerto de la Selva |                                               | RI-51-0006040       | 08-11-1988           | Upload image                                   |
| Nhà thờ Santa Helena Roda                         | Di tích Nhà thờ  | Puerto de la Selva | 42°19′36″B 3°09′36″Đ / 42,326638°B 3,160048°Đ | RI-51-0009277       | 03-02-1997           | Iglesia de Santa Helena de Roda · Upload image |
| Tu viện San Pedro Roda                            | Di tích Tu viện  | Puerto de la Selva | 42°19′24″B 3°09′58″Đ / 42,323292°B 3,166238°Đ | RI-51-0000348       | 04-07-1930           | Monasterio de San Pedro de Roda · Upload image |
| Tháp San Baldiri (Nhà thờ pháo đài)               | Di tích Tháp     | Puerto de la Selva | 42°19′33″B 3°13′47″Đ / 42,325706°B 3,229794°Đ | RI-51-0006041       | 08-11-1988           | Upload image                                   |
| Punta Tres Frares, Cabo Gros và Montaña Sant Pere | Địa điểm lịch sử | Puerto de la Selva |                                               | RI-54-0000042-00016 |                      | Upload image                                   |

### R

#### Rabós
| Tên                        | Dạng            | Địa điểm | Tọa độ                                        | Số hồ sơ tham khảo? | Ngày nhận danh hiệu? | Hình ảnh                                           |
| -------------------------- | --------------- | -------- | --------------------------------------------- | ------------------- | -------------------- | -------------------------------------------------- |
| Tu viện San Quirico Colera | Di tích Tu viện | Rabós    | 42°24′58″B 3°03′32″Đ / 42,416233°B 3,058889°Đ | RI-51-0000562       | 03-06-1931           | Monasterio de San Quirico de Colera · Upload image |

#### Roses, Girona(Roses)
| Tên                                              | Dạng                 | Địa điểm | Tọa độ                                        | Số hồ sơ tham khảo? | Ngày nhận danh hiệu? | Hình ảnh                                                                   |
| ------------------------------------------------ | -------------------- | -------- | --------------------------------------------- | ------------------- | -------------------- | -------------------------------------------------------------------------- |
| Nhà Rozes                                        | Di tích Inmueble     | Rosas    | 42°14′16″B 3°12′29″Đ / 42,237831°B 3,208104°Đ | RI-51-0007009       | 14-12-1992           | Casa Rozes · Upload image                                                  |
| Lâu đài Bufalaranya                              | Di tích Lâu đài      | Rosas    | 42°17′43″B 3°11′40″Đ / 42,295326°B 3,194454°Đ | RI-51-0006056       | 08-11-1988           | Castillo de Bufalaranya · Upload image                                     |
| Lâu đài Garriga                                  | Di tích Lâu đài      | Rosas    | 42°16′46″B 3°09′13″Đ / 42,279493°B 3,153592°Đ | RI-51-0006058       | 08-11-1988           | Castillo de la Garriga · Upload image                                      |
| Lâu đài Trinidad                                 | Di tích Lâu đài      | Rosas    | 42°14′50″B 3°11′02″Đ / 42,247348°B 3,183786°Đ | RI-51-0006055       | 08-11-1988           | Castillo de la Trinidad · Upload image                                     |
| Lâu đài Puigrom                                  | Di tích Lâu đài      | Rosas    |                                               | RI-51-0006057       | 08-11-1988           | Upload image                                                               |
| Tháp Can Figa                                    | Di tích Tháp         | Rosas    | 42°16′23″B 3°14′05″Đ / 42,273001°B 3,234666°Đ | RI-51-0006062       | 08-11-1988           | Torre de Can Figa · Upload image                                           |
| Tháp Montjoi Baix                                | Di tích Tháp         | Rosas    |                                               | RI-51-0006060       | 08-11-1988           | Upload image                                                               |
| Tháp Sastre                                      | Di tích Tháp         | Rosas    | 42°14′49″B 3°12′55″Đ / 42,246876°B 3,215354°Đ | RI-51-0006059       | 08-11-1988           | Torre del Sastre · Upload image                                            |
| Tháp Norfeu                                      | Di tích Tháp         | Rosas    |                                               | RI-51-0006061       | 08-11-1988           | Upload image                                                               |
| Quần thể megalítico Rosas                        | Khu khảo cổ Sepulcro | Rosas    |                                               | RI-55-0000527       | 09-04-1964           | Upload image                                                               |
| Castrum hay Ciudadela visigoda Puig Rom          | Khu khảo cổ Poblado  | Rosas    | 42°15′22″B 3°11′21″Đ / 42,25621°B 3,18905°Đ   | RI-55-0000075       | 09-04-1964           | Upload image                                                               |
| Lạch Joncola, Cabo Norfeu Monte Pei và Lạch Nans | Địa điểm lịch sử     | Rosas    |                                               | RI-54-0000042-00014 |                      | Upload image                                                               |
| Ciudadela Rosas                                  | Khu phức hợp lịch sử | Rosas    | 42°16′01″B 3°10′12″Đ / 42,266944°B 3,17°Đ     | RI-53-0000029       | 23-02-1961           | Ruínas del Monasterio, la Ciudadela y terrenos circundantes · Upload image |

### S

#### Sant Llorenç de la Muga(Sant Llorenç de la Muga)
| Tên                                 | Dạng                | Địa điểm               | Tọa độ                                        | Số hồ sơ tham khảo? | Ngày nhận danh hiệu? | Hình ảnh                                                     |
| ----------------------------------- | ------------------- | ---------------------- | --------------------------------------------- | ------------------- | -------------------- | ------------------------------------------------------------ |
| Lâu đài San Lorenzo                 | Di tích Lâu đài     | San Lorenzo de la Muga | 42°19′12″B 2°47′09″Đ / 42,319951°B 2,785763°Đ | RI-51-0006092       | 08-11-1988           | Castillo de San Lorenzo · Upload image                       |
| Recinto tăng cường San Lorenzo Muga | Di tích Tường thành | San Lorenzo de la Muga | 42°19′10″B 2°47′16″Đ / 42,319539°B 2,787665°Đ | RI-51-0006093       | 08-11-1988           | Recinto fortificado de San Lorenzo de la Muga · Upload image |
| Tháp Guaita                         | Di tích Tháp        | San Lorenzo de la Muga | 42°19′04″B 2°47′25″Đ / 42,31773°B 2,790353°Đ  | RI-51-0006094       | 08-11-1988           | Torre de Guaita · Upload image                               |

#### Sant Miquel de Fluvià(Sant Miquel de Fluvià)
| Tên                       | Dạng            | Địa điểm             | Tọa độ                                        | Số hồ sơ tham khảo? | Ngày nhận danh hiệu? | Hình ảnh                                       |
| ------------------------- | --------------- | -------------------- | --------------------------------------------- | ------------------- | -------------------- | ---------------------------------------------- |
| Nhà thờ San Miguel Fluviá | Di tích Nhà thờ | San Miguel de Fluviá | 42°10′19″B 2°59′30″Đ / 42,171808°B 2,991732°Đ | RI-51-0000563       | 03-06-1931           | Iglesia de San Miguel de Fluviá · Upload image |

#### Sant Mori(Sant Mori)
| Tên              | Dạng            | Địa điểm | Tọa độ                                        | Số hồ sơ tham khảo? | Ngày nhận danh hiệu? | Hình ảnh                            |
| ---------------- | --------------- | -------- | --------------------------------------------- | ------------------- | -------------------- | ----------------------------------- |
| Lâu đài San Mori | Di tích Lâu đài | San Mori | 42°09′14″B 2°59′27″Đ / 42,153946°B 2,990729°Đ | RI-51-0006102       | 08-11-1988           | Castillo de San Mori · Upload image |

#### Sant Pere Pescador(Sant Pere Pescador)
| Tên                                    | Dạng                | Địa điểm           | Tọa độ                                        | Số hồ sơ tham khảo? | Ngày nhận danh hiệu? | Hình ảnh                         |
| -------------------------------------- | ------------------- | ------------------ | --------------------------------------------- | ------------------- | -------------------- | -------------------------------- |
| Nhà Caramany (Edificación fortificada) | Di tích Lâu đài     | San Pedro Pescador | 42°11′19″B 3°04′55″Đ / 42,188519°B 3,081956°Đ | RI-51-0006103       | 08-11-1988           | Casa Caramany · Upload image     |
| Tường thành San Pedro Pescador         | Di tích Tường thành | San Pedro Pescador | 42°11′19″B 3°04′54″Đ / 42,188657°B 3,08174°Đ  | RI-51-0006104       | 08-11-1988           | Antiguas murallas · Upload image |

#### Saus, Camallera i Llampaies
| Tên                          | Dạng            | Địa điểm                              | Tọa độ                                        | Số hồ sơ tham khảo? | Ngày nhận danh hiệu? | Hình ảnh                                          |
| ---------------------------- | --------------- | ------------------------------------- | --------------------------------------------- | ------------------- | -------------------- | ------------------------------------------------- |
| Nhà thờ Santa Eugenia Saus   | Di tích Nhà thờ | Saus, Camallera i Llampaies Saus      | 42°07′57″B 2°58′43″Đ / 42,132393°B 2,978668°Đ | RI-51-0006109       | 08-11-1988           | Upload image                                      |
| Nhà thờ San Martín Llampaies | Di tích Nhà thờ | Saus, Camallera i Llampaies Llampaies | 42°07′16″B 2°56′12″Đ / 42,121096°B 2,936686°Đ | RI-51-0006110       | 08-11-1988           | Iglesia de San Martín de Llampaies · Upload image |

### T

#### Terrades(Terrades)
| Tên                   | Dạng                                | Địa điểm | Tọa độ                                        | Số hồ sơ tham khảo? | Ngày nhận danh hiệu? | Hình ảnh                                 |
| --------------------- | ----------------------------------- | -------- | --------------------------------------------- | ------------------- | -------------------- | ---------------------------------------- |
| Lâu đài Palau-surroca | Di tích Kiến trúc phòng thủ Lâu đài | Terradas | 42°17′52″B 2°52′18″Đ / 42,297893°B 2,871726°Đ | RI-51-0006122       | 08-11-1988           | Castillo de Palau-surroca · Upload image |
| Lâu đài Terradas      | Di tích Kiến trúc phòng thủ Lâu đài | Terradas |                                               | RI-51-0006848       | 21-02-1989           | Castillo de Terradas · Upload image      |

#### Torroella de Fluvià(Torroella de Fluvià)
| Tên                          | Dạng                | Địa điểm            | Tọa độ                                        | Số hồ sơ tham khảo? | Ngày nhận danh hiệu? | Hình ảnh                                        |
| ---------------------------- | ------------------- | ------------------- | --------------------------------------------- | ------------------- | -------------------- | ----------------------------------------------- |
| Recinto tăng cường Vilacolum | Di tích Tường thành | Torroella de Fluviá | 42°11′40″B 3°02′14″Đ / 42,194343°B 3,037152°Đ | RI-51-0006125       | 08-11-1988           | Recinto fortificado de Vilacolum · Upload image |
| Tháp Albanya                 | Di tích Tháp        | Torroella de Fluviá | 42°10′29″B 3°02′26″Đ / 42,174609°B 3,040556°Đ | RI-51-0006124       | 08-11-1988           | Torre de la Albanya · Upload image              |

### V

#### Ventalló
| Tên                             | Dạng                | Địa điểm | Tọa độ                                        | Số hồ sơ tham khảo? | Ngày nhận danh hiệu? | Hình ảnh     |
| ------------------------------- | ------------------- | -------- | --------------------------------------------- | ------------------- | -------------------- | ------------ |
| Cal Ferrer                      | Di tích             | Ventalló | 42°09′54″B 3°00′31″Đ / 42,164911°B 3,008548°Đ | RI-51-0006158       | 08-11-1988           | Upload image |
| Nhà Delme                       | Di tích             | Ventalló | 42°08′55″B 3°01′37″Đ / 42,148719°B 3,026957°Đ | RI-51-0006153       | 08-11-1988           | Upload image |
| Nhà Perramón                    | Di tích             | Ventalló |                                               | RI-51-0006157       | 08-11-1988           | Upload image |
| Lâu đài Pelacalç                | Di tích Lâu đài     | Ventalló | 42°08′43″B 3°04′15″Đ / 42,145415°B 3,070915°Đ | RI-51-0006152       | 08-11-1988           | Upload image |
| Tường thành Ventalló            | Di tích Tường thành | Ventalló |                                               | RI-51-0006154       | 08-11-1988           | Upload image |
| Cung điện Margarit (Ca l'Isern) | Di tích             | Ventalló | 42°09′18″B 3°04′11″Đ / 42,154929°B 3,06976°Đ  | RI-51-0006155       | 08-11-1988           | Upload image |
| Tháp Vila-robau                 | Di tích Tháp        | Ventalló | 42°09′54″B 3°00′31″Đ / 42,164911°B 3,008548°Đ | RI-51-0006156       | 08-11-1988           | Upload image |

#### Vilabertran(Vilabertran)
| Tên                                                   | Dạng              | Địa điểm    | Tọa độ                                       | Số hồ sơ tham khảo? | Ngày nhận danh hiệu? | Hình ảnh                                |
| ----------------------------------------------------- | ----------------- | ----------- | -------------------------------------------- | ------------------- | -------------------- | --------------------------------------- |
| Tu viện Santa María Vilabertrán                       | Di tích Nhà thờ   | Vilabertrán | 42°16′56″B 2°58′45″Đ / 42,28215°B 2,979046°Đ | RI-51-0000353       | 11-11-1930           | Colegiata de Santa María · Upload image |
| Cung điện abate và murallas (Edificación fortificada) | Di tích Cung điện | Vilabertrán |                                              | RI-51-0006165       | 08-11-1988           | Upload image                            |

#### Viladamat
| Tên                                               | Dạng                | Địa điểm  | Tọa độ                                        | Số hồ sơ tham khảo? | Ngày nhận danh hiệu? | Hình ảnh                                        |
| ------------------------------------------------- | ------------------- | --------- | --------------------------------------------- | ------------------- | -------------------- | ----------------------------------------------- |
| Lâu đài Garriga                                   | Di tích Lâu đài     | Viladamat | 42°07′10″B 3°03′13″Đ / 42,11933°B 3,053487°Đ  | RI-51-0006167       | 08-11-1988           | Upload image                                    |
| Cổng và tường thành Pabordia (Recinto amurallado) | Di tích Tường thành | Viladamat | 42°08′00″B 3°04′32″Đ / 42,133384°B 3,075486°Đ | RI-51-0006168       | 08-11-1988           | Puerta y murallas de la Pabordia · Upload image |

#### Vilafant
| Tên                      | Dạng            | Địa điểm | Tọa độ                                        | Số hồ sơ tham khảo? | Ngày nhận danh hiệu? | Hình ảnh                                    |
| ------------------------ | --------------- | -------- | --------------------------------------------- | ------------------- | -------------------- | ------------------------------------------- |
| Lâu đài Palol Sabaldòria | Di tích Lâu đài | Vilafant | 42°14′37″B 2°56′46″Đ / 42,243513°B 2,946208°Đ | RI-51-0006178       | 08-11-1988           | Castillo de Palol Sabaldòria · Upload image |

#### Vilaür(Vilaür)
| Tên                        | Dạng                | Địa điểm | Tọa độ                                        | Số hồ sơ tham khảo? | Ngày nhận danh hiệu? | Hình ảnh                                     |
| -------------------------- | ------------------- | -------- | --------------------------------------------- | ------------------- | -------------------- | -------------------------------------------- |
| Recinto amurallado Vilahur | Di tích Tường thành | Vilahur  | 42°08′37″B 2°57′19″Đ / 42,143637°B 2,955247°Đ | RI-51-0006192       | 08-11-1988           | Recinto amurallado de Vilahur · Upload image |

#### Vilajuïga
| Tên                             | Dạng            | Địa điểm  | Tọa độ                                        | Số hồ sơ tham khảo? | Ngày nhận danh hiệu? | Hình ảnh                             |
| ------------------------------- | --------------- | --------- | --------------------------------------------- | ------------------- | -------------------- | ------------------------------------ |
| Lâu đài Miralles (Roca Pujolar) | Di tích Lâu đài | Vilajuïga | 42°20′31″B 3°07′56″Đ / 42,342037°B 3,132155°Đ | RI-51-0006180       | 08-11-1988           | Upload image                         |
| Lâu đài Quermançó               | Di tích Lâu đài | Vilajuïga | 42°20′24″B 3°05′31″Đ / 42,339999°B 3,092077°Đ | RI-51-0006179       | 08-11-1988           | Castillo de Quermançó · Upload image |

#### Vilamacolum
| Tên                                   | Dạng            | Địa điểm    | Tọa độ                                        | Số hồ sơ tham khảo? | Ngày nhận danh hiệu? | Hình ảnh                                                  |
| ------------------------------------- | --------------- | ----------- | --------------------------------------------- | ------------------- | -------------------- | --------------------------------------------------------- |
| Tháp và iglesia phòng thủ Vilamacolum | Di tích Nhà thờ | Vilamacolum | 42°11′42″B 3°03′30″Đ / 42,195013°B 3,058322°Đ | RI-51-0006184       | 08-11-1988           | Torre e iglesia fortificada de Vilamacolum · Upload image |

#### Vilamalla
| Tên                              | Dạng    | Địa điểm  | Tọa độ                                        | Số hồ sơ tham khảo? | Ngày nhận danh hiệu? | Hình ảnh     |
| -------------------------------- | ------- | --------- | --------------------------------------------- | ------------------- | -------------------- | ------------ |
| Abadía (Edificación fortificada) | Di tích | Vilamalla | 42°13′06″B 2°58′11″Đ / 42,218334°B 2,969613°Đ | RI-51-0006185       | 08-11-1988           | Upload image |

#### Vilamaniscle
| Tên                                    | Dạng    | Địa điểm     | Tọa độ                                        | Số hồ sơ tham khảo? | Ngày nhận danh hiệu? | Hình ảnh                           |
| -------------------------------------- | ------- | ------------ | --------------------------------------------- | ------------------- | -------------------- | ---------------------------------- |
| Tháp Iglesia (Edificación fortificada) | Di tích | Vilamaniscle | 42°22′32″B 3°04′01″Đ / 42,375533°B 3,067076°Đ | RI-51-0006186       | 08-11-1988           | Torre de la Iglesia · Upload image |

#### Vilanant
| Tên                                   | Dạng                | Địa điểm | Tọa độ                                        | Số hồ sơ tham khảo? | Ngày nhận danh hiệu? | Hình ảnh                                            |
| ------------------------------------- | ------------------- | -------- | --------------------------------------------- | ------------------- | -------------------- | --------------------------------------------------- |
| Casal tăng cường junto a iglesia      | Di tích Tường thành | Vilanant | 42°15′18″B 2°53′21″Đ / 42,254989°B 2,889055°Đ | RI-51-0006187       | 08-11-1988           | Casal fortificado junto a la iglesia · Upload image |
| Lâu đài Moros                         | Di tích Lâu đài     | Vilanant | 42°14′55″B 2°51′57″Đ / 42,248576°B 2,865814°Đ | RI-51-0006188       | 08-11-1988           | Castillo de los Moros · Upload image                |
| San Salvador Coquells (Fortificación) | Di tích Tường thành | Vilanant | 42°16′27″B 2°52′03″Đ / 42,274257°B 2,867386°Đ | RI-51-0006189       | 08-11-1988           | Upload image                                        |

#### Vila-sacra(Vila-sacra)
| Tên                          | Dạng            | Địa điểm  | Tọa độ                                        | Số hồ sơ tham khảo? | Ngày nhận danh hiệu? | Hình ảnh                                         |
| ---------------------------- | --------------- | --------- | --------------------------------------------- | ------------------- | -------------------- | ------------------------------------------------ |
| Lâu đài Vilasacra (Abadía)   | Di tích Lâu đài | Vilasacra | 42°15′58″B 3°01′05″Đ / 42,266086°B 3,017992°Đ | RI-51-0006190       | 08-11-1988           | Castillo de Vilasacra · Upload image             |
| Nhà thờ pháo đài San Esteban | Di tích Nhà thờ | Vilasacra | 42°15′58″B 3°01′06″Đ / 42,266115°B 3,018287°Đ | RI-51-0006191       | 08-11-1988           | Iglesia fortificada de San Eseban · Upload image |

#### Biure(Biure)
| Tên           | Dạng            | Địa điểm | Tọa độ                                        | Số hồ sơ tham khảo? | Ngày nhận danh hiệu? | Hình ảnh     |
| ------------- | --------------- | -------- | --------------------------------------------- | ------------------- | -------------------- | ------------ |
| Lâu đài Viure | Di tích Lâu đài | Viure    | 42°20′23″B 2°53′29″Đ / 42,339629°B 2,891303°Đ | RI-51-0005811       | 08-11-1988           | Upload image |